# Установка підготовки газу Чинарево
Установка підготовки газу Чинарево – складова облаштування Чинаревського нафтогазоконденсатного родовища.
В 2011 році на Чинаревському родовищі ввели в дію дві технологічні лінії підготовки газу, які працюють з продукцією газоконденсатних покладів та попутним газом. Їх сукупна річна потужність на прийом становить 1,54 млрд м3 (з яких 0,2 млрд м3 відносяться до попутного газу), при цьому за проектом лінії можуть випускати 1,25 млрд м3 товарного газу, 24 тисячі тон газового бензину, 144 тисячі тон пропан-бутанової фракції, а також 5 тисяч тон сірки. 
В 2018-му стала до ладу третя технологічна лінія, що здатна щорічно приймати 2,7 млрд м3 газу. На відміну від перших двох вона може випускати не лише пропан-бутанову фракцію, але й пропан (при цьому частина ресурсу для фракціонування надходить з перших двох ліній).
Хоча із запуском третьої лінії потужність установки зросла більш ніж удвічі, проте Чинаревське родовище виявилось неспроможним забезпечити відповідні обсяги газу. Так, в 2020-му рівень використання проектної потужності становив лише 15% (0,62 млрд м3), а в 2021-му взагалі впав до 7% (0,3 млрд м3). Існують плани задіяти Чинаревську установку для роботи з продукцією унікального Карачаганакського родовища, яке не може наростити видобуток через обмежені можливості російського Оренбурзького ГПЗ, втім, наразі не вдалось дійти згоди щодо того, хто має спорудити додаткові технологічні ланки (газ Карачананаку має високий вміст сірководню та діоксиду вуглецю). В 2023-му оголосили, що невдовзі Чинаревська установка почне переробляти продукцію Рожковського родовища. 
Видача товарного газу відбувається по відбувається по перемичці завдовжки 17 км до трубопроводу Оренбург – Новопсков. Частина підготованого ресурсу споживається власною ТЕС родовища.